# オレグ・ヴェリキー
オレグ・ヴェリキー（Oleg Velyky、ウクライナ語: Олег Великий、1977年10月14日 - 2010年1月23日）は、ドイツのハンドボール選手。元ハンドボールドイツ代表で、地元ドイツで開催された2007年世界男子ハンドボール選手権の優勝メンバーの一人である。

## 来歴
ウクライナ、キーウ州のブロヴァルィー生まれ。国内のチームでプレーしていたが2001年よりドイツのエッセンを本拠地とするTUSEMエッセンに移籍し、2004年4月にはドイツ国籍を取得した。
けがに悩まされることも多く、2006年と2008年に十字靱帯の断裂を2度経験、2007年にも足をねん挫している。2003年9月、悪性黒色腫を患っているとの診断を受けて、2008年3月よりウクライナのキーウで療養に努めていたが2010年1月23日、32歳で亡くなった。